# Enicospilus kelloggae
Enicospilus kelloggae là một loài tò vò trong họ Ichneumonidae.